# Kantatie 80
La Kantatie 80 (in svedese Stamväg 80) è una strada principale finlandese. Ha inizio a Sodankylä e si dirige verso ovest, verso il confine svedese, dove si conclude dopo 155 km nei pressi di Kolari.

## Percorso
La Kantatie 80 attraversa, oltre i comuni di partenza ed arrivo, il solo comune di Kittilä.

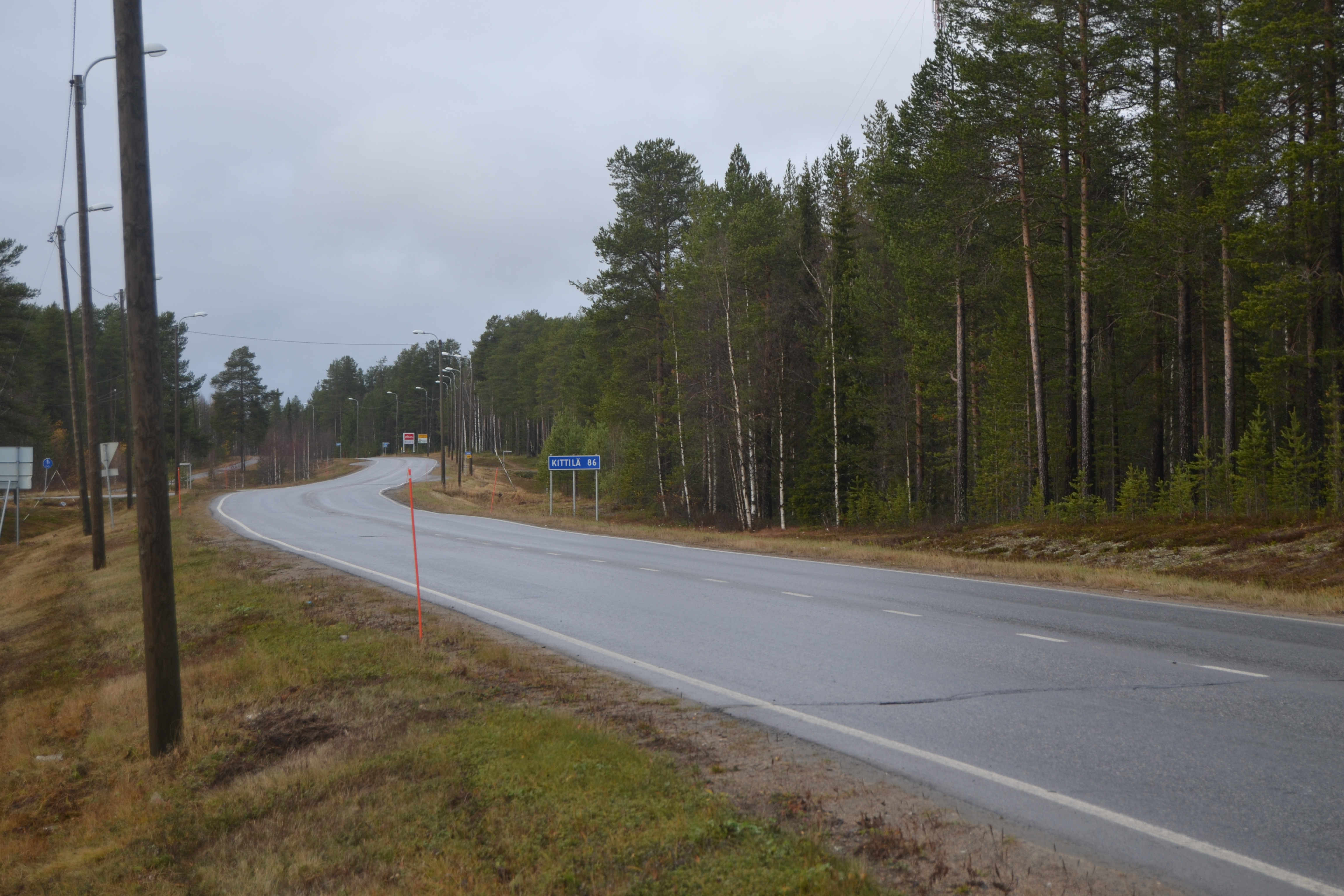
La Kantatie 80 a Sodankylä